# Campeonato Chileno de Futebol de 1940
O Campeonato Chileno de Futebol de 1940 (oficialmente Campeonato de la División de Honor de la Liga Profesional de Football de Santiago) foi a 8ª edição do campeonato do futebol do Chile. Os clubes jogavam em turno e returno. Não houve rebaixamento para a Serie B Profesional de Chile 1941, campeonato de segunda divisão predecessor do Campeonato Chileno de Futebol - Segunda Divisão.

## Participantes
| Equipe                                        | Cidade        | Região                | No ano anterior | Estádio                       | Capacidade | Títulos                    | Participações |
| --------------------------------------------- | ------------- | --------------------- | --------------- | ----------------------------- | ---------- | -------------------------- | ------------- |
| Audax Club Sportivo Italiano                  | La Florida    | Província de Santiago | Terceiro Lugar  | Estádio Santa Laura           | 22.375     | 1 (1936)                   | 8             |
| Club Social y Deportivo Colo-Colo             | Ñuñoa         | Província de Santiago | Campeão         | Estádio Nacional de Chile     | 55.100     | 2 (1937, 1938)             | 8             |
| Club Deportivo Magallanes                     | Maipú         | Província de Santiago | Quinto Lugar    | Estádio de la Escuela Militar | ---        | 4 (1933, 1934, 1935, 1938) | 8             |
| Club de Deportes Badminton                    | Santiago      | Província de Santiago | Sexto Lugar     | Estádio Carabineros           | 12.000     | 0 (não possui)             | 8             |
| Corporación Club de Deportes Santiago Morning | Independencia | Província de Santiago | Vice Campeão    | Estádio Santa Laura           | 22.375     | 0 (não possui)             | 5             |
| Club Universidad de Chile                     | Santiago      | Província de Santiago | Sétimo Lugar    | Estádio Santa Laura           | 22.375     | 0 (não possui)             | 3             |
| Club de Deportes Green Cross                  | Santiago      | Província de Santiago | Oitavo Lugar    | Estádio Carabineros           | 12.000     | 0 (não possui)             | 4             |
| Santiago National Juventus Football Club      | Independencia | Província de Santiago | Nono Lugar      | Cancha de la Chacra Bezanilla | ---        | 0 (não possui)             | 1             |
| Club Deportivo Universidad Católica           | Las Condes    | Província de Santiago | Quarto Lugar    | Estádio Santa Laura           | 22.375     | 0 (não possui)             | 2             |
| Unión Española                                | Independencia | Província de Santiago | Não participou  | Estádio Santa Laura           | 22.375     | 0 (não possui)             | 7             |

## Campeão
| Campeão Chileno 1940                                     |
| -------------------------------------------------------- |
| Club Universidad de Chile (Santiago) (1º título) Campeão |